# Theresia Theurl
Theresia Theurl (* 1. April 1956 in Hof bei Salzburg) ist eine österreichische Professorin für Volkswirtschaftslehre an der Universität Münster, seit 1. April 2021 in Ruhestand. 

## Leben
Theresia Theurl promovierte 1987 an der Universität Innsbruck im Fach Volkswirtschaftslehre über die theoretische Fundierung der österreichischen Währungspolitik mit der Abschlussnote „summa cum laude“. Sie erhielt für diese Dissertation den Forschungspreis des Instituts für Sparkassenwesen Innsbruck. 1988 erhielt sie den Walther-Kastner-Preis des österreichischen Bankenverbandes.
Im Jahre 1992 habilitierte sie sich an der Universität Innsbruck mit einer Habilitationsschrift über die Europäische Währungsunion und erhielt die Lehrbefugnis für das Fach Volkswirtschaftslehre. Ein Jahr später 1993 erhielt sie den Kardinal-Innitzer-Förderungspreis für Sozial- und Wirtschaftswissenschaften und den Preis des Fürstentums Liechtenstein für wissenschaftliche Forschung.
In ihrem Buch Eine gemeinsame Währung für Europa: 12 Lehren aus der Geschichte wies Theurl 1992 nach, dass alle mit der europäischen Währungsunion vergleichbaren Einheitswährungen in Staatenbünden des 19. und frühen 20. Jahrhunderts gescheitert sind.
Theurl nahm 1995 am International Visitor Program USA, auf Einladung der US-Regierung, teil und erhielt 1999 den Tiroler Landespreis für Wissenschaft zur Anerkennung von hervorragenden wissenschaftlichen Leistungen.
Seit dem Jahr 2000 ist sie Professorin für Volkswirtschaftslehre am Institut für Genossenschaftswesen der Westfälischen Wilhelms-Universität Münster und war dort von 2014 bis 2020 Dekanin der Wirtschaftswissenschaftlichen Fakultät, nachdem sie dieses Amt bereits von Oktober 2005 bis September 2006 bekleidet hatte.
Durch ihre Mitgliedschaft in der Expertenkommission Wohnungsgenossenschaften beim Bundesministerium für Verkehr, Bau- und Wohnungswesen konnte sie aktuelle Forschungsergebnisse in den politischen Raum transferieren. Sie ist außerdem Mitglied des Wissenschaftlichen Beirats der wirtschaftspolitischen Fachzeitschrift Wirtschaftsdienst.

## Schriften
- Eine gemeinsame Währung für Europa. 12 Lehren aus der Geschichte. 1992, ISBN 3-901160-05-1.
- Ökonomik der Kooperation 4. 2005, ISBN 3-16-148601-3.
- mit Christian Smekal (Hrsg.): Globalisiertes Wirtschaften und nationale Wirtschaftspolitik. 2001, ISBN 3-16-147482-1.
- mit Andrea Schweinsberg: Neue kooperative Ökonomie. Moderne genossenschaftliche Governancestrukturen. 2004, ISBN 3-16-148110-0.